# Joeropsis caboverdensis
Joeropsis caboverdensis là một loài chân đều trong họ Joeropsididae. Loài này được Mueller miêu tả khoa học năm 1988.